# Soli Deo gloria
Soli Deo gloria is een Latijnse uitdrukking die betekent Alleen aan God de eer.
Het is een van de vijf sola's die een basis vormen van de reformatorische beweging ten tijde van de Reformatie, maar ook heden ten dage nog de basis vormen voor deze christelijke stroming. Een variant op Soli Deo gloria is "Deo Gratias", wat vrij vertaald "Geef God dank" betekent.

## In de kunst

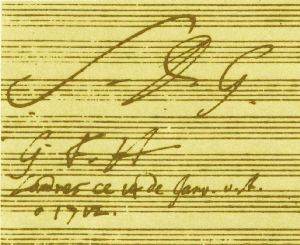
SDG in een handschrift van Händel

Kunstenaars ondertekenden zo hun kunstwerken vaak, om ermee aan te geven dat ze het werk als een werk van God beschouwden. De spreuk werd vooral gebruikt door reformatorische componisten als Johann Sebastian Bach en Georg Friedrich Händel. Zo ondertekende Bach een groot deel van zijn cantates met SDG, de afkorting voor Soli Deo gloria, waarmee de diepgelovige Bach de compositie aan God opdroeg. Daarnaast verwerkte Bach het akkoord Es, D en G in veel muziekstukken. De Johannes-Passion van Bach bijvoorbeeld begint met dit akkoord. 
Vanwege het veelvuldig gebruik van Bach van deze tekst en de betekenis ervan is Soli Deo gloria tegenwoordig de naam van een groot aantal christelijke muziekkoren. De Britse dirigent John Eliot Gardiner heeft zijn platenlabel, waaronder hij een groot aantal cantates van Bach heeft uitgebracht, Soli Deo gloria genoemd.
Ook de Nederlandse componist Jurriaan Andriessen componeerde een mis voor orkest onder de titel Soli Deo gloria. 
De tekst prijkt boven het podium van het Amsterdamse poppodium Paradiso.